# AXA Assistance
Az AXA Assistance a világ egyik legnagyobb biztosító társaságának, az AXA csoportnak a tagja. Több, mint 30 országban rendelkezik operatív központtal és szinte a világ minden országában nyújt biztosítási szolgáltatásokat.

## AXA Assistance termékportfólió
Fő biztosítási és asszisztencia termékcsoportok:
- utazás
- jármű
- vállalati
- egészségügyi

## AXA Assistance Magyarországon
Az AXA Assistance 2014 óta van jelen a magyar piacon. Kezdetekben kizárólag vállalati ügyfeleknek értékesítette terméket, majd 2016-tól bárki számára elérhetők online utasbiztosítási termékei.
Fő stratégiai terméke a külföldi utazáshoz köthető utasbiztosítás és az ehhez kapcsolódó kiegészítő biztosítások:
- Autó Assistance
- Útlemondási biztosítás
- Nyugodt szülő biztosítás
- Biztonságos otthon biztosítás
- Krónikus betegségek biztosítás
- Fizikai munka biztosítás
- Extrém sport biztosítás